# WTA New Orleans
Das WTA New Orleans (offiziell: Virginia Slims of New Orleans) war ein Damen-Tennisturnier der WTA Tour, das von 1984 bis 1988 in der US-amerikanischen Stadt New Orleans ausgetragen wurde. Von 1984 bis 1987 war es ein Hallenturnier in der UNO Lakefront Arena, das auf Teppich ausgetragen wurde.

## Siegerliste

### Einzel
| Jahr                    | Siegerin            | Finalgegnerin | Ergebnis      |
| ----------------------- | ------------------- | ------------- | ------------- |
| 1984                    | Martina Navratilova | Zina Garrison | 6:4, 6:3      |
| 1985                    | Chris Evert-Lloyd   | Pam Shriver   | 6:4, 7:5      |
| 1986                    | Martina Navratilova | Pam Shriver   | 6:1, 4:6, 6:2 |
| 1987                    | Chris Evert         | Lori McNeil   | 6:3, 7:5      |
| ↓ Kategorie: Tier III ↓ |                     |               |               |
| 1988                    | Chris Evert         | Anne Smith    | 6:4, 6:1      |

### Doppel
| Jahr                    | Siegerinnen                      | Finalgegnerinnen                         | Ergebnis      |
| ----------------------- | -------------------------------- | ---------------------------------------- | ------------- |
| 1984                    | Martina Navratilova Pam Shriver  | Weny Turnbull Sharon Walsh               | 6:4, 6:1      |
| 1985                    | Chris Evert-Lloyd Wendy Turnbull | Mary-Lou Piatek Anne White               | 6:1, 6:2      |
| 1986                    | Candy Reynolds Anne Smith        | Swetlana Parchomenko Laryssa Sawtschenko | 6:3, 3:6, 6:3 |
| 1987                    | Zina Garrison Lori McNeil        | Peanut Louie Harper Heather Ludloff      | 6:3, 6:3      |
| ↓ Kategorie: Tier III ↓ |                                  |                                          |               |
| 1988                    | Beth Herr Candy Reynolds         | Lori McNeil Betsy Nagelsen               | 6:4, 6:4      |